# من شوپن را دوست دارم
«من شوپن را دوست دارم» تک‌آهنگی است که در عرصهٔ بین‌المللی بسیار موفق بوده و در سال ۱۹۸۳ با صدای گازبو در ایتالیا و توسط پی‌یرلوئیجی جومبینی ساخته شده‌است. متن ترانه توسط گازبو نوشته شده و آهنگساز آن پی‌یرلوئیجی جومبینی است. این آهنگ بارها در صدا و سیمای جمهوری اسلامی ایران پخش شده و به نوستالژی و خاطره‌ای برای ایرانیان دههٔ ۱۳۶۰ و ۱۳۷۰ خورشیدی تبدیل شده‌است.